# Törvényes fizetési eszköz

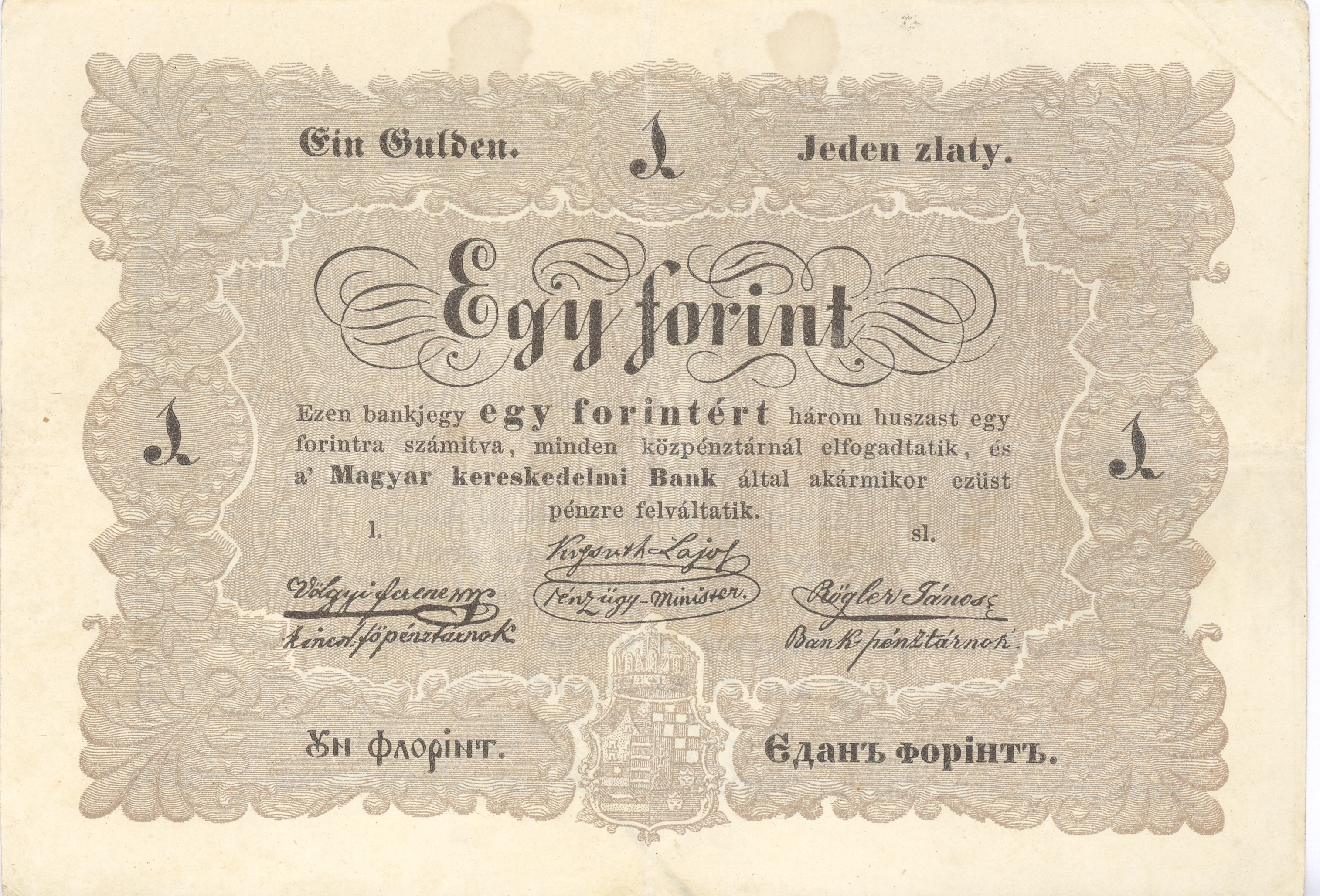
Kossuth-bankó 1848–49

A törvényes fizetési eszköz olyan pénz, bankjegy vagy pénzérme, amit a gazdaság szereplőinek az állam törvényei alapján kötelező elfogadniuk áru ellenében vagy tartozások kiegyenlítésére, azaz az országok hivatalos pénze. Ez jogi kategória, ami időnként szembe kerülhet a közgazdasági tartalommal, amennyiben az elértéktelenedett pénzt a társadalom tagjai nem kívánják elfogadni, mint például a magyar pengő inflációja idején a második világháború után.

### Története

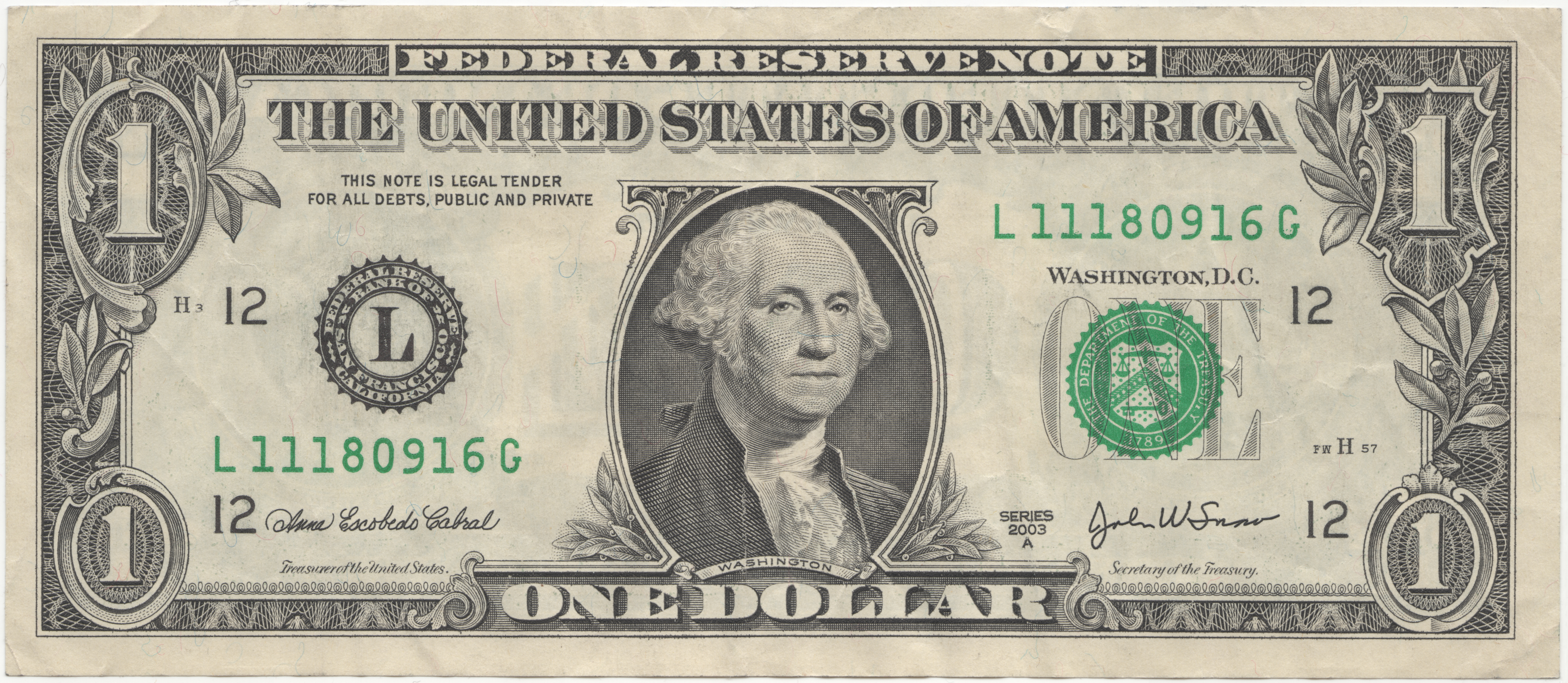
A Federal Reserve (az USA jegybankjának) bankjegye

A törvényes fizetési eszközt másképpen rendeleti pénznek is nevezik, mivel értékét és kötelező elfogadását a kormányzat rendelkezésben írja elő. Innen származik az angol közgazdasági szakirodalomban használatos „fiat money” neve is (a fiat latinul ‘legyen meg’-et jelent).
A törvényes fizetőeszköz használatának elutasítása törvényellenes és a történelem során többször is halálbüntetéssel járt (mint például Rómában Diocletianus uralkodása idején és a francia forradalmat követő pénzügyi összeomlás idején). 
Amikor az Egyesült Államok 1971-ben véglegesen áttért az aranyfedezet nélküli rendeleti pénz, azaz árupénz helyett a hitelpénz használatára, a fejlett országok többsége valutájának addigi rögzített dollárértéke miatt gyakorlatilag az egész világ pénzügyi rendszere hitelpénzre változott.

## Állami monopólium
A törvényes fizetési eszközök kibocsátása az államok előjoga, monopóliuma, azonban ritka esetekben felkelők, nem-állami entitások is előírhatják ezek használatát.
Az első öbölháborút követően Szaddám Huszein iraki elnök eltörölte az addig használt iraki pénzt és újat bocsátott ki („Szaddám-dollár”). A politikailag elkülönült kurdok azonban („svájci dinár” néven) továbbra is használták az ország északi részén a régi pénzt minden központi pénzügyi hatóság nélkül. Ez a minden fedezet nélküli pénz több mint egy évtizedig – a második öbölháborút követő rendszerváltás utáni cseréig – viszonylag szilárd és erős volt.

## Kapcsolódó szócikk
- Bankjegy
- Érme